# إيرني وايز
إيرني وايز (بالإنجليزية: Ernie Wise) (و. 1925 – 1999 م) هو ممثل هزلي، وممثل، وكاتب سيناريو، من المملكة المتحدة، توفي عن عمر يناهز 74 عاماً.
كوّن وايز مع إريك موركم ثنائيًا عُرف باسم «موركم ووايز». استمرت هذه الشراكة الفنية من سنة 1941 إلى وفاة موركم سنة 1984. وقد حظي عرض «ذا موركم آند وايز شو» التلفزيوني بشعبية جارفة، حتى أن إحدى حلقاته التي عُرضت في أحد أعياد الميلاد (الكريسماس) حققت مشاهدات وصلت إلى 27 مليون شخص في المملكة المتحدة.

## مناصب وهيئات
أدار بي بي سي.

## جوائز
حصل على جوائز منها:
- نيشان الامبراطورية البريطانية من رتبة ضابط.

## وصلات خارجية
- إيرني وايز على موقع IMDb (الإنجليزية)
- إيرني وايز على موقع ميوزك برينز (الإنجليزية)
- إيرني وايز على موقع أول موفي (الإنجليزية)
- إيرني وايز على موقع قاعدة بيانات برودواي على الإنترنت (الإنجليزية)
- إيرني وايز على موقع إن إن دي بي (الإنجليزية)
- إيرني وايز على موقع أول ميوزيك (الإنجليزية)
- إيرني وايز على موقع ديسكوغز (الإنجليزية)
- إيرني وايز على موقع كينوبويسك (الروسية)